# West Milwaukee
West Milwaukee è un villaggio degli Stati Uniti d'America, situato in Wisconsin, nella contea di Milwaukee.